# Cesar (Familienname)
Cesar oder César ist als eine Variante von Caesar ein Familienname.

## Familienname
- Ana Cristina Cesar (1952–1983), brasilianische Dichterin und Übersetzerin
- Andy César (* 1989), französischer Fußballspieler
- Annie Cesar (* 1997), deutsche Volleyball- und Beachvolleyballspielerin
- Boštjan Cesar (* 1982), slowenischer Fußballspieler
- Bruno César (* 1988), brasilianischer Fußballspieler
- Caio César (Synchronsprecher) (1988–2015), brasilianischer Synchronsprecher
- Caio César (Fußballspieler) (* 1995), brasilianischer Fußballspieler
- Clederson César de Souza (* 1979), brasilianischer Fußballspieler
- Filipa César (* 1975), portugiesische Künstlerin und Filmschaffende
- Gustavo César Veloso (* 1980), spanischer Radrennfahrer
- Igor César (* 1968), ruandischer Diplomat
- José Ángel César (* 1978), kubanischer Leichtathlet
- Josef Cesar (1814–1876), österreichischer Bildhauer und Medailleur
- Josef Cesar (Fußballspieler) (1924–2011), deutscher Fußballspieler
- Júlio César (Fußballspieler, 1963) (Júlio César da Silva; * 1963), brasilianischer Fußballspieler
- Júlio César (Fußballspieler, 1978) (Júlio César Martins; * 1978), brasilianischer Fußballtorhüter
- Júlio César (Fußballspieler, 1979) (Júlio César Soares de Espíndola; * 1979), brasilianischer Fußballtorhüter
- Júlio César (Fußballspieler, Februar 1980) (Júlio César da Silva e Souza; * 1980), brasilianischer Fußballspieler
- Júlio César (Fußballspieler, Mai 1980) (Júlio César Rocha Costa; * 1980), brasilianischer Fußballspieler
- Júlio César (Fußballspieler, 1984) (Júlio César de Souza Santos; * 1984), brasilianischer Fußballtorhüter
- Júlio César (Fußballspieler, 1986) (Júlio César Jacobi; * 1986), brasilianischer Fußballtorhüter
- Júlio César (Fußballspieler, März 1995) (* 1995), brasilianisch-portugiesischer Fußballspieler
- Júlio César (Fußballspieler, 1996) (* 1996), brasilianischer Fußballspieler
- Júlio César (Schauspieler) (* 1947), portugiesischer Schauspieler
- Júlio César de Souza Santos (* 1984), brasilianischer Fußballtorhüter
- Júlio César Souza dos Santos (* 1986), brasilianischer Fußballtorhüter
- Julio César Algarín (* 1969), mexikanischer Fußballspieler
- Julio César Arana del Águila (1864–1952), peruanischer Unternehmer und Politiker
- Julio César Arzú (* 1951), honduranischer Fußballspieler
- Julio César Baldivieso (* 1971), bolivianischer Fußballspieler
- Julio César Bonino (1947–2017), uruguayischer Bischof
- Julio César Borboa (* 1969), mexikanischer Boxer
- Julio César Britos (1926–1998), uruguayischer Fußballspieler
- Julio César Cáceres (* 1979), paraguayischer Fußballspieler
- Júlio César Campozano (* 1986), ecuadorianischer Tennisspieler
- Julio César Chávez (* 1962), mexikanischer Boxer
- Julio César Chávez junior (* 1986), mexikanischer Boxer
- Julio César Corniel Amaro (* 1958), dominikanischer Bischof
- Julio César Cortés (* 1941), uruguayischer Fußballspieler und Trainer
- Julio César Costemalle (* 1914), uruguayischer Schwimmer und Wasserballspieler
- Julio César Dely Valdés (* 1967), panamaischer Fußballspieler
- Julio César Enciso (Fußballspieler, 2004) (* 2004), paraguayischer Fußballspieler
- Julio César Enciso (Fußballspieler, 1974) (* 1974), paraguayischer Fußballspieler
- Julio César Giménez (* 1954), uruguayischer Fußballspieler
- Julio César Green (* 1967), dominikanischer Boxer
- Julio César La Cruz (* 1989), kubanischer Boxer
- Julio César León (* 1925), venezolanischer Radrennfahrer
- Julio César de León (* 1979), honduranischer Fußballspieler
- Julio César Lupinacci (1927/1928–2008), uruguayischer Diplomat
- Julio César Maglione (* 1935), uruguayischer Schwimmsportler und Sportfunktionär
- Julio César Méndez Montenegro (1915–1996), guatemaltekischer Politiker
- Júlio César de Mesquita (1862–1927), brasilianischer Journalist
- Julio César Pinheiro (* 1976), brasilianischer Fußballspieler
- Julio César Rapela (1926–2004), uruguayischer Politiker
- Julio César Romero (* 1960), paraguayischer Fußballspieler
- Julio César Salcedo Aquino (* 1951), mexikanischer Bischof
- Julio César Terán Dutari (* 1933), panamaischer Priester
- Julio César Turbay Ayala (1916–2005), kolumbianischer Politiker
- Julio César Uribe (* 1958), peruanischer Fußballspieler
- Julio César Vásquez (* 1966), argentinischer Boxer
- Julio César Vidal Ortiz (* 1944), kolumbianischer Bischof
- Malea Cesar (* 2003), US-amerikanisch-philippinische Fußballspielerin
- María Concepción César (1926–2018), argentinische Filmschauspielerin, Sängerin und Tänzerin
- Ménothy Cesar (* 1983), haitianischer Schauspieler
- Moises dos Santos Cesar (* 1983), brasilianischer Volleyballspieler
- Óscar González César (* 1941), mexikanischer Botschafter
- Paulo César (Fotograf) (* 1972), portugiesischer Fotograf
- Paulo César Arruda Parente (* 1978), brasilianischer Fußballspieler
- Paulo César Camassuti (* 1960), brasilianischer Fußballspieler
- Paulo César Carpegiani (* 1949), brasilianischer Fußballspieler
- Paulo César Costa (* 1967), brasilianischer Geistlicher, Erzbischof von Brasília
- Paulo César da Silva (* 1986), Fußballtorhüter für Hongkong
- Paulo César Fonseca Nunes (* 1979), brasilianischer Fußballspieler
- Paulo César Rocha Rosa (* 1980), brasilianischer Fußballspieler
- Pierre César (1853–1912), Schweizer Theologe, Journalist und Schriftsteller
- Renato César (* 1993), uruguayischer Fußballspieler
- Roberto César (Fußballspieler, 1955) (* 1955), brasilianischer Fußballspieler
- Roberto César (Fußballspieler, 1985) (* 1985), brasilianischer Fußballspieler
- Taciana Cesar (* 1983), guinea-bissauische Judoka

## Künstlername
- César Baldaccini (1921–1998), französischer Bildhauer
- Chico César (* 1964), brasilianischer Musiker und Schriftsteller
- Júnior César (* 1982), brasilianischer Fußballspieler
- César Martins de Oliveira (1956–2024), brasilianischer Fußballspieler